# Marcílio Dias
Marcílio Dias   (Rio Grande, 1838 - San Fernando Department, 12 de juny de 1865) va ser un mariner afrobrasiler de l'Armada Imperial brasilera, heroi de la Batalla de Riachuelo, durant la Guerra de la Triple Aliança.

## Biografia
Era fill de Manuel Fagundes Dias i Pulsena Dias. Va ingressar en l'Armada Imperial com a recluta de grumet el 6 de juliol de 1855, als disset anys d'edat, assolint la plaça en el cos el 5 d'agost del mateix any.
El 1856 va embarcar en la corbeta Constituição i, tot seguit, en el vaixell de guerra Tocantins, sota les ordres del capità Francisco Manuel Barroso da Silva. El 15 de maig de 1861 va rebre la seva primera promoció, passant a Mariner de Tercera Classe. Va ser promogut a Segona Classe l'11 de maig de 1862. Va embarcar en la corbeta Imperial Marinheiro, amb l'objectiu d'obtenir el permís de manipulació d'artefactes bèl·lics, indispensable per al servei a bord. Es va matricular a l'Escola Pràctica d'Artilleria el gener de 1863 i, aquell mes de desembre, va passar a utilitzar el distintiu de Mariner-Artiller.
El 1864 va embarcar en la corbeta Parnaíba, en expedició al Riu de la Plata. Durant el retorn al Brasil, el 20 de juliol del mateix any, va ser promogut a Primera Classe (equivalent, avui, al grau de caporal).

### Batalla de Paysandú
El 6 de desembre de 1864, quan l'almirall Joaquim Marques Lisboa va iniciar el setge a Paysandú, en el marc de la Campanya Oriental de la Guerra de l'Uruguai (1864-1865), Marcilio Dias va tenir el seu baptisme de foc contra les forces uruguaianes. Durant l'assalt final al fort de Paysandú, el 31 de desembre de 1864 — una batalla que va durar 52 hores, fins al 2 de gener de 1865 — Marcílio Dias va ser un dels més braus combatents, i se'l recorda pel seu crit de 'victòria', quan va pujar a la torre de l'Església de Paysandú onejant la bandera del Brasil.

### Batalla Naval del Riachuelo

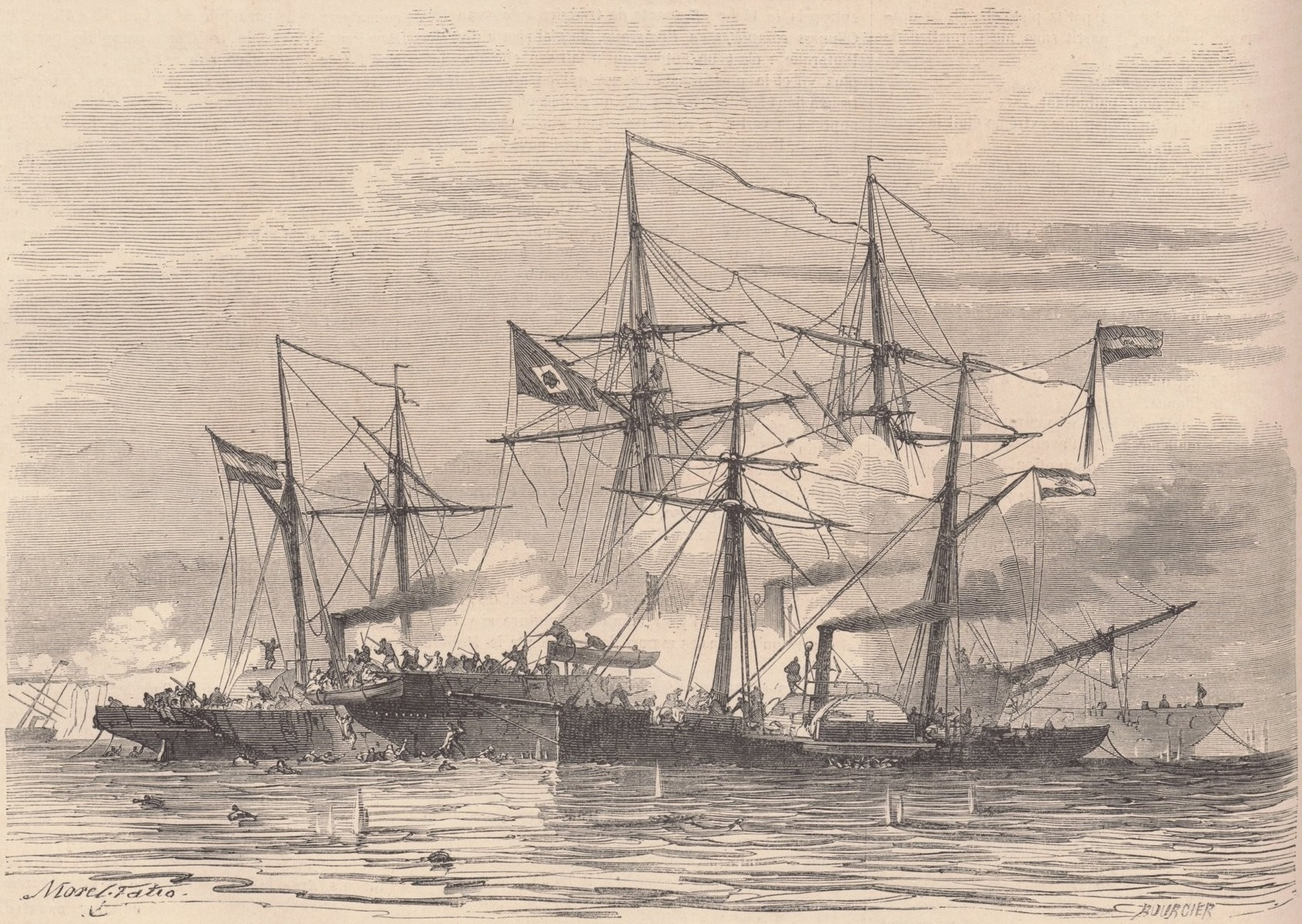
El Parnaíba és abordat per tres vapors paraguaians durant la Batalla de Riachuelo (per Morel-Fatio i Bourcier, publicat en Le Monde Illustré, 1865).

Es va consagrar heroi en la Batalla Naval de Riachuelo, l'11 de juny de 1865, en l'inici de la Guerra de la Triple Aliança, contra el Paraguai. Dias dirigia un canó de popa de la corbeta Parnaíba. Quan l'embarcació va ser abordada per tres bucs paraguaians, entaular una lluita cos a cos contra quatre enemics, armat amb un sabre, abatent-ne un parell. Durant la lluita, va perdre un braç. Les ferides sofertes van causar-li la mort l'endemà, 12 de juny, amb només 27 anys d'edat. Va ser sepultat amb les honres del cerimonial marítim en les  aigües del riu Paraná, el 13 de juny de 1865.

## Homenatges

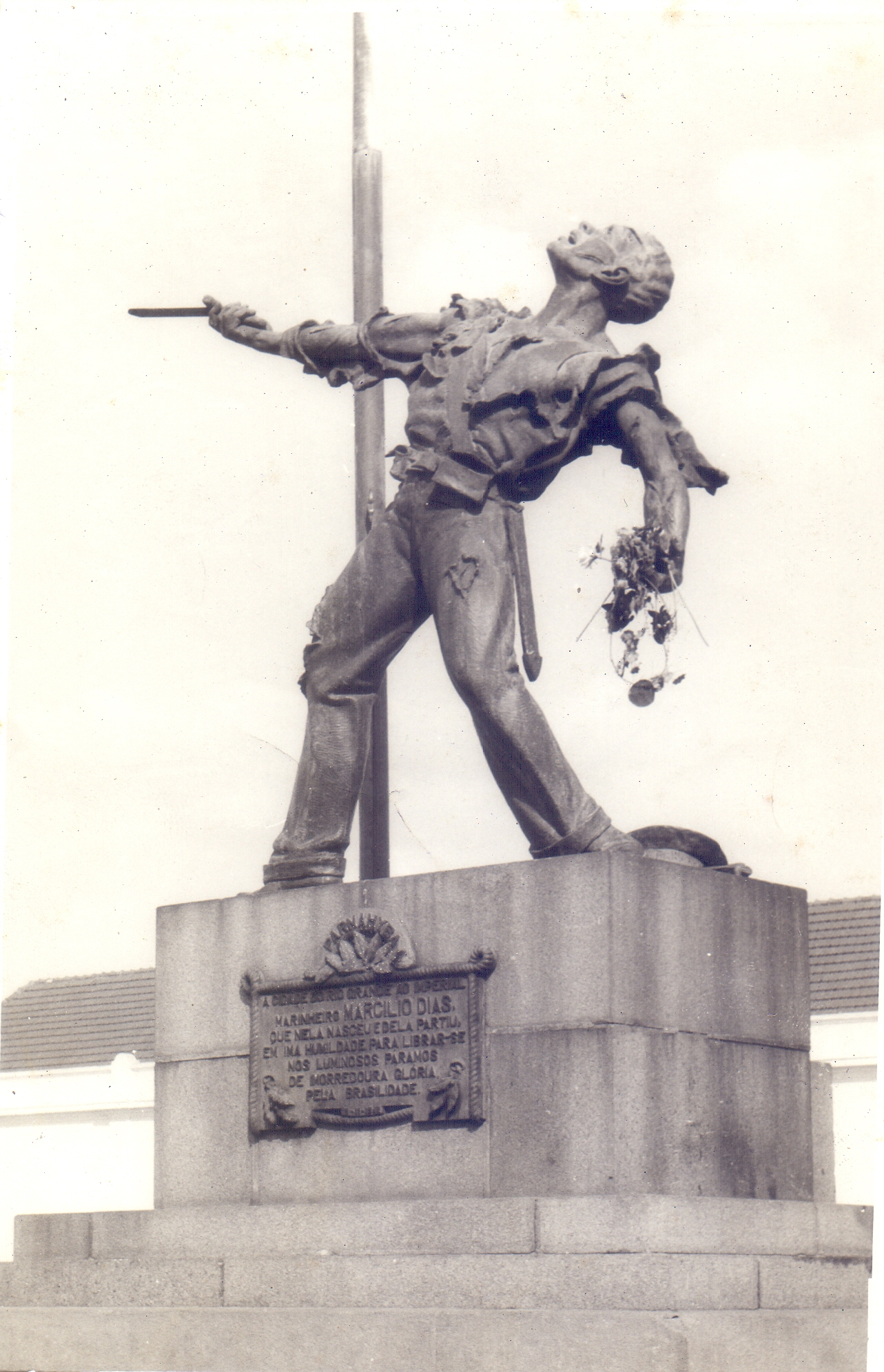
Monument dedicat a Marcílio Dias a la seva localitat natal.

Uns dos mesos després de la seva mort, l'1 d'agost, la Marina Imperial va adquirir un vaixell de vapor britànic per al transport de tropes, anomenant-lo Marcílio Dias, en homenatge al seu heroisme a la batalla de Riachuelo. L'any 1891, un torpediner d'aigües profundes, construït a Londres, també va ser batejat amb el nom del mariner gaúcho.
El 23 d'octubre de 1910, l'almirall Alexandrino de Alencar va decretar la creació de la Medalla Marcilio Dias al Valor Militar, destinada a homenatjar els estudiants que més destaquen de les Escoles d'Aprenents de la Marina.
El 17 de març de 1919 es va fundar el Clube Náutico Marcílio Dias, club esportiu de la ciutat d'Itajaí, estat de Santa Catarina.
L'any 2022, va ser aprovada la llei federal núm. 14471, per la què Marcílio Dias passava a integrar el Llibre dels Herois i Heroïnes de la Pàtria, un memorial cenotàfic situat a l'interior del Panteó de la Pàtria i de la Llibertat Tancredo Neves de Brasília, creat per honorar la memòria de les persones que millor van servir en la construcció i defensa del país.